# Musée Grobet-Labadié
Pour les articles homonymes, voir Grobet et Labadié.
Le musée Grobet-Labadié est un musée marseillais abritant les collections ayant appartenu à une très riche famille marseillaise. Ce musée se situe dans l'hôtel particulier construit en 1873, face au palais Longchamp, sur les plans de l'architecte Gabriel Clauzel pour Alexandre Labadié (1814-1892) qui était non seulement un riche industriel et négociant, mais fut également préfet des Bouches-du-Rhône, président du Conseil général et député.
Marie, fille unique d'Alexandre Labadié, épouse en premières noces le frère de Paul Vayson, Bruno Vayson, un notable propriétaire de plusieurs châteaux et maire de Murs. Après son veuvage en 1896 elle se remarie avec Louis Grobet, son professeur de musique et peintre, qui décède en 1917 de la grippe espagnole. De 1873 à 1917 elle parcourt l'Europe successivement avec son premier puis second mari à la recherche d'œuvres d'art. Sa fortune et celles de ses maris lui permettent d'acquérir plus de sept mille pièces pour meubler son hôtel particulier. Après le décès de son second mari, sans enfant, elle décide de faire don de son vivant à la ville de Marseille par acte du 19 octobre 1919 de la collection familiale ainsi que de l'hôtel particulier du XIXe siècle lui appartenant, à charge pour la municipalité de le transformer en musée. Par une résolution du 24 janvier 1920, la ville de Marseille accepta le don. Pour compenser son manque d'enthousiasme initial, elle finança elle-même une partie des aménagements.
Le musée est inauguré le 3 novembre 1925 par le maire Siméon Flaissières et ouvre enfin ses portes au public en janvier 1926. Depuis ce jour, la ville de Marseille a préservé ce musée ainsi que sa collection. Il fait actuellement partie du Pôle Arts-décoratifs dont la directrice est Marie-Josée Linou.
On accède au musée soit par la ligne de métro no 1, station Longchamp-Cinq-Avenue soit par le Bus 81, soit par le tramway, station Lonchamp.
Les objets collectionnés par Marie et Louis Grobet sont aussi nombreux que variés : meubles, tableaux, tapisseries, sculptures, faïences, tapis, soieries, instruments de musique, etc. Ils sont présentés dans l’hôtel particulier qui comporte un rez-de-chaussée et deux étages desservis par un escalier lui-même décoré de tableaux.
Le musée a obtenu le label « musée de France » en 2003 et est inscrit au titre des monuments historiques par arrêté du 15 juin 2022.

## Rez-de-chaussée
Outre l’entrée où se trouvent une horloge de parquet du XVIIIe siècle, une chaise à porteur du XVIIIe siècle et un fragment de bas-relief représentant le jugement dernier, sont présentées à ce niveau quatre salles d’exposition : antichambre, salon, boudoir et salle à manger.

### Antichambre

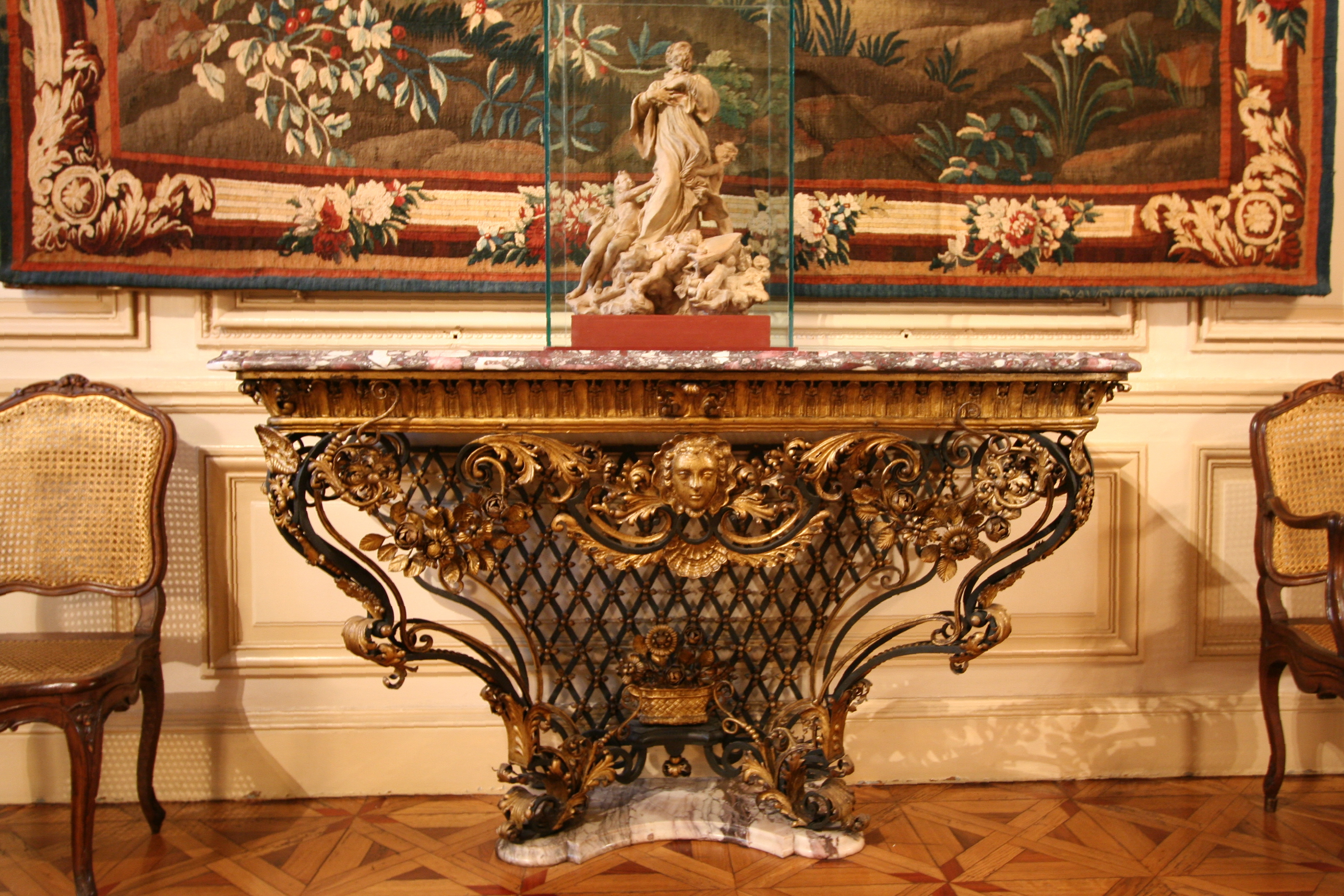
Table console.
Provence (XVIIIe siècle).

Dans cette pièce est exposée une table console provençale en fer forgé et tôle dorée avec un plateau et une base en brèche violette. Au-dessus de cette console est suspendue une tapisserie d'Aubusson du XVIIe siècle appelée « paysage exotique avec chien ». Faisant face à cette tapisserie une autre de la manufacture de Bruxelles du XVIIe siècle représente « un paysage avec jardin à la française, fontaine et architecture ».
Dans un vitrine sont exposées des faïences de Moustiers : seau à rafraîchir, couteaux de table avec leur coffret de cuir, assiettes et plats.
Accrochés au mur se trouvent quelques tableaux : portrait de jeune homme par Gerard ter Borch (1617-1681) et un portrait d’homme à la fraise attribué à Cornelis Ketel (1548-1616).

### Salon

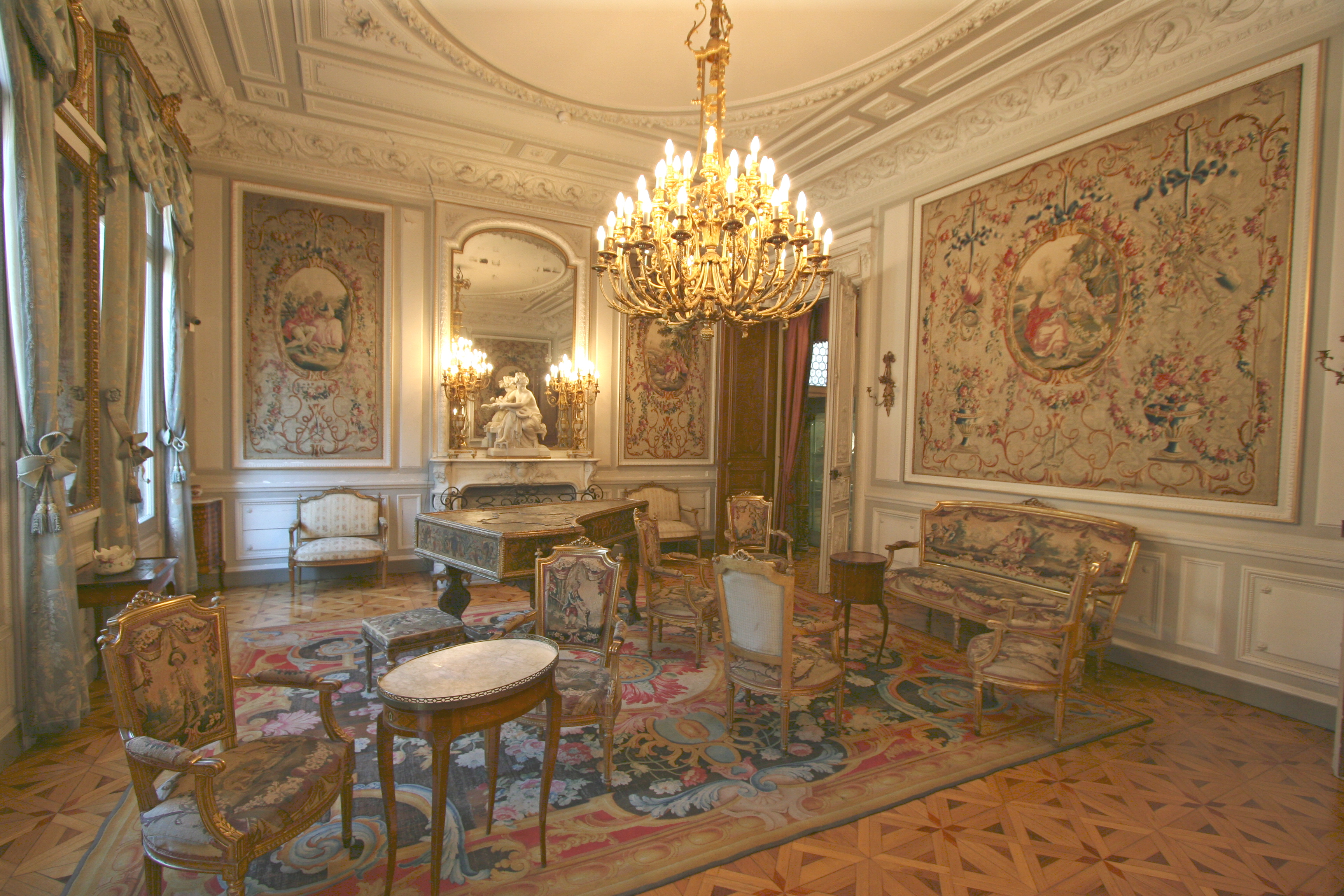
Vue générale du salon.

Au centre de ce salon est placé un clavecin copie d’un modèle italien, en bois doré et peinture sur cuivre. Une suite de huit fauteuils et un canapé revêtus de tapisseries d’Aubusson représentants les fables de La Fontaine sont placés dans la pièce. Sur la cheminée se trouve une statue en marbre représentant l’harmonie, sculptée par Albert-Ernest Carrier-Belleuse (1824-1887).
Les murs sont décorés par cinq tapisseries d’Aubusson du XVIIIe siècle dites « aux alentours » d’après les cartons de Jean-Baptiste Huet (1745-1811) et par divers tableaux : portrait de femme par Dominique Papety (1815-1849), portrait de la princesse Marie-Charlotte par Jean-Baptiste Isabey (1767-1855) et portrait de femme au collier de perles par Tiaze.

### Boudoir
Dans cette pièce se trouvent une petite commode tombeau à deux tiroirs en palissandre et noyer d’époque Régence ainsi qu’une tapisserie de la manufacture d’Aubusson du XVIIIe siècle représentant la cueillette des fruits.

### Salle à manger
Au centre de la pièce une table est décorée par de la vaisselle en faïence de Moustiers de la veuve Perrin. Il y a également un buffet à deux corps en bois de chêne du XVIIIe siècle.

Tapisseries du rez-de-chaussée
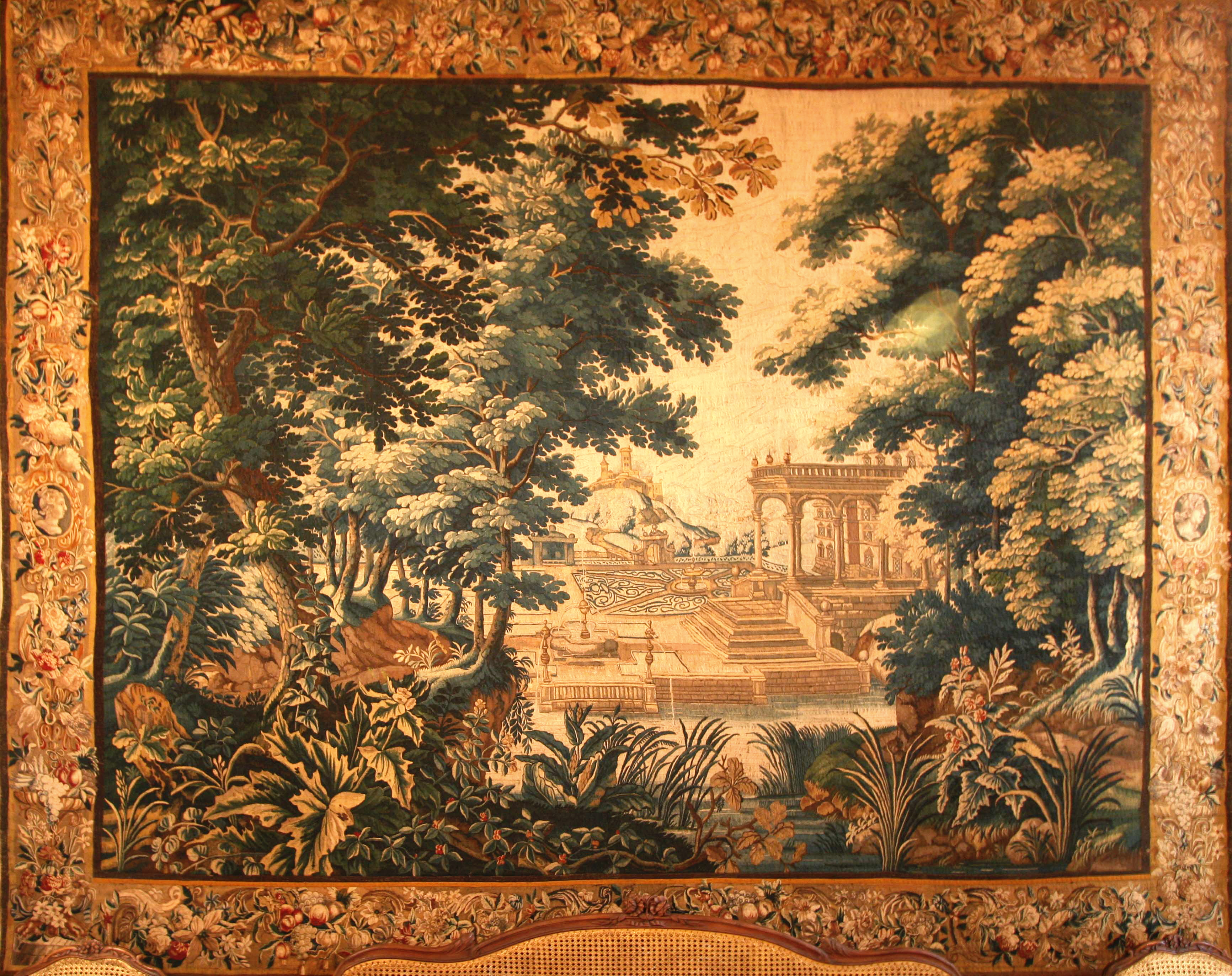
Tapisserie d'Aubusson (XVIIe siècle). Paysage : jardin à la française, fontaine et architecture.
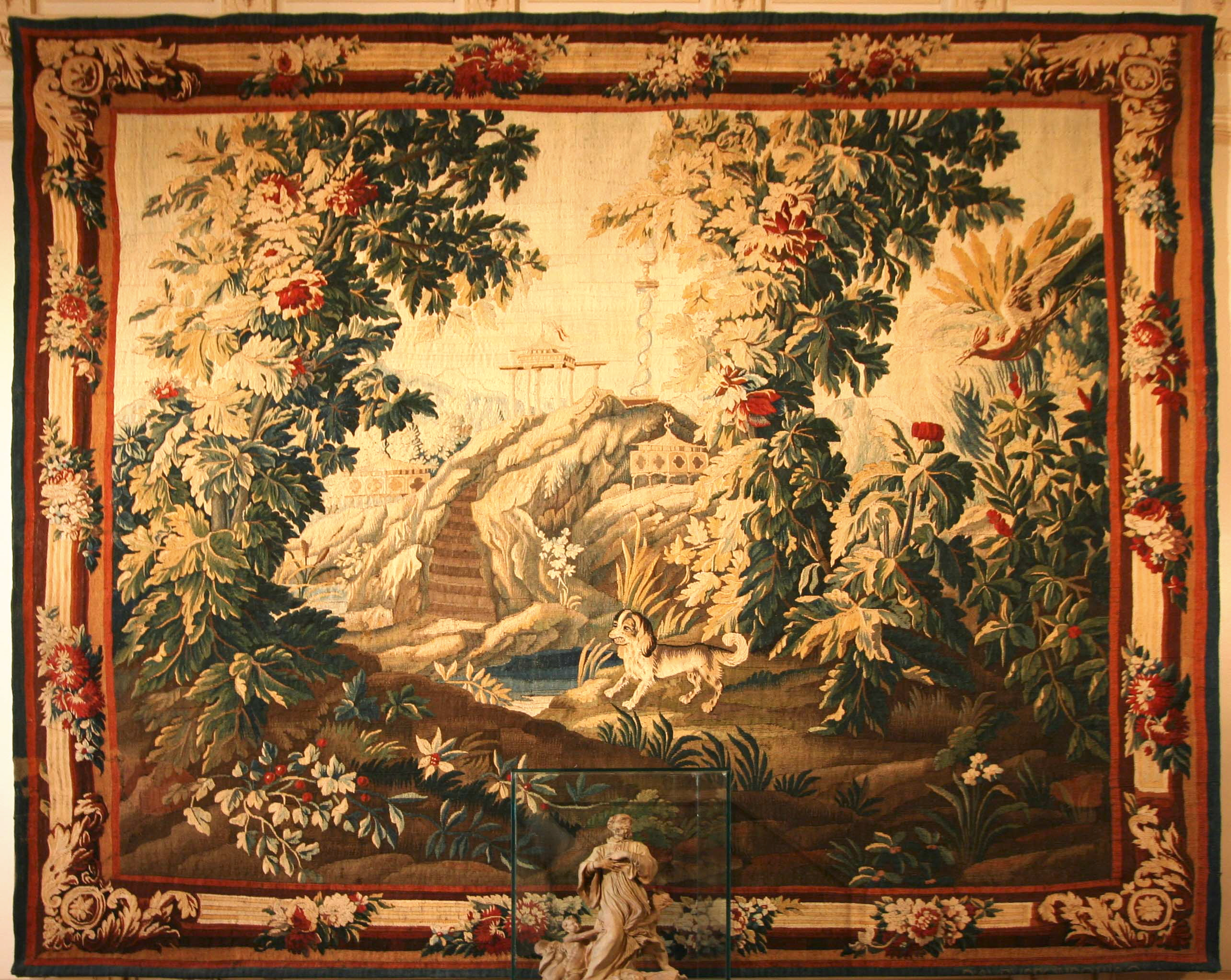
Tapisserie d'Aubusson (XVIIe siècle). Paysage exotique au chien.
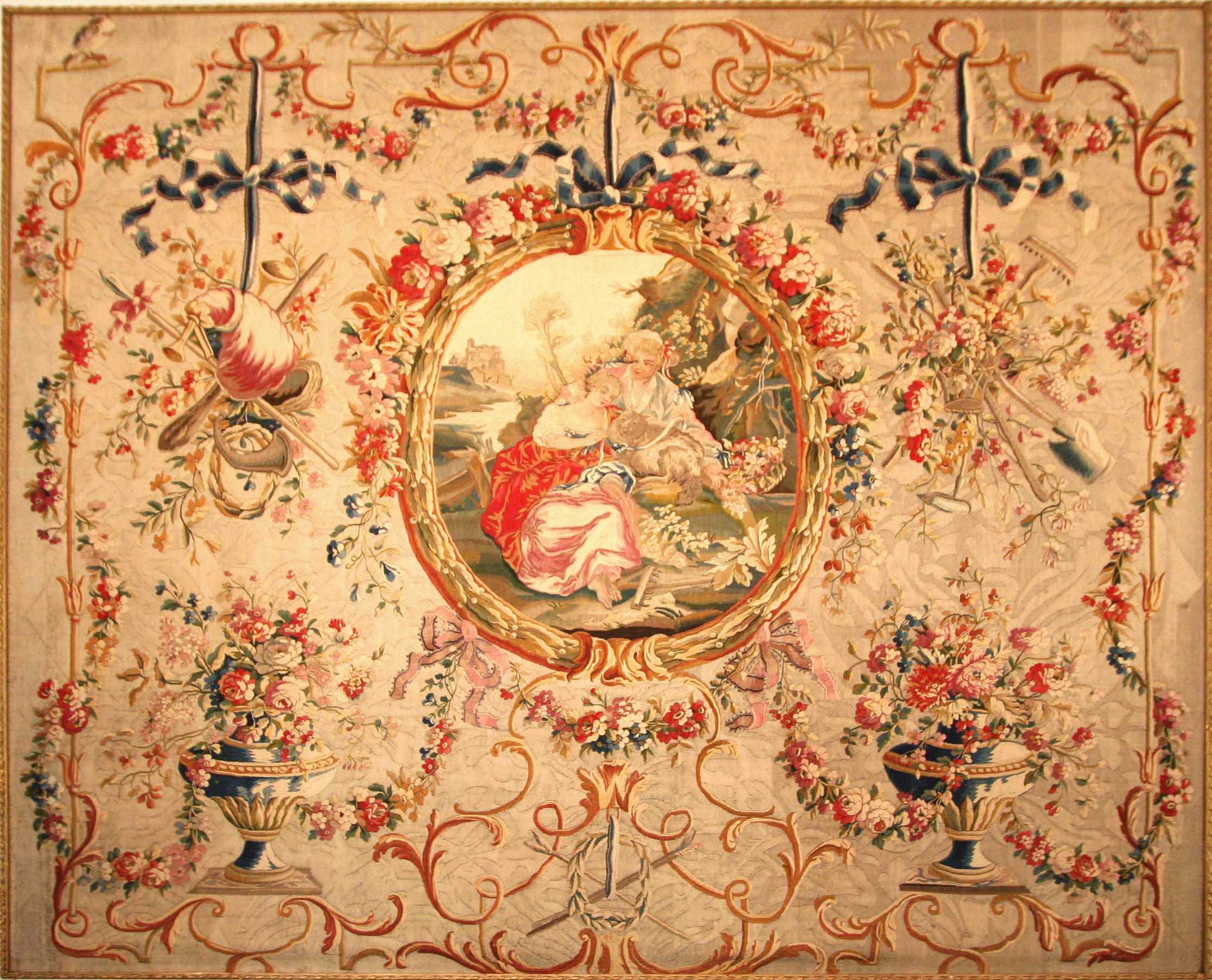
Tapisserie D'Aubusson (XVIIIe siècle). Carton de J.B. Huet.

## Premier étage
À ce niveau se trouvent : la salle des primitifs, une antichambre, un cabinet des curiosités, une chambre Louis XV, un bureau, un salon Louis XVI et un cabinet des faïences.

### Salle des primitifs

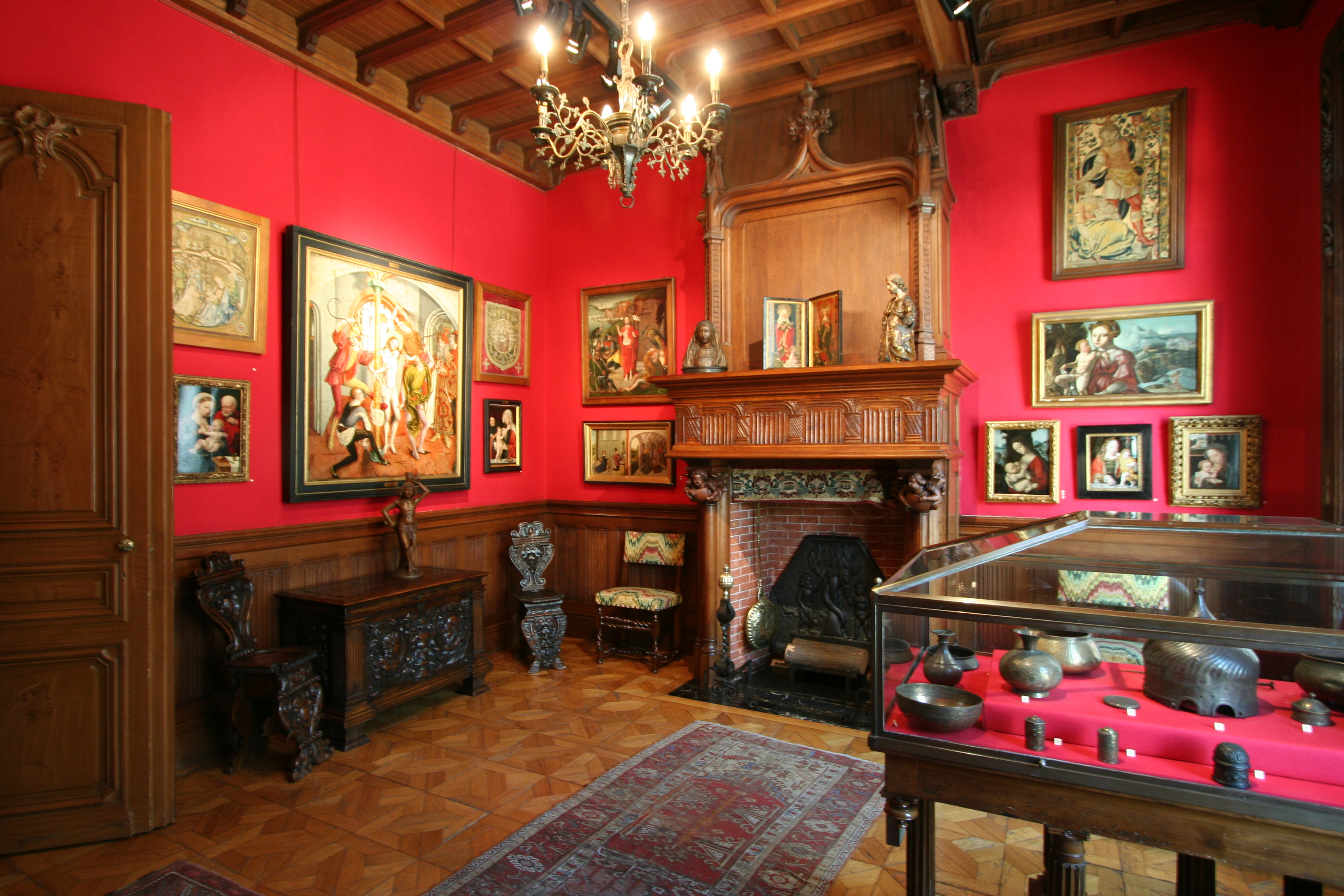
Salle des primitifs.

Dans cette salle se trouve une armoire à deux corps en bois de noyer et d'olivier datant du XVIe siècle : le meuble est surmonté d'un fronton orné d'un masque et de cornes d'abondance ; un guerrier antique et une Diane chasseresse décorent les panneaux des battants supérieurs séparés par trois montants sculptés de branches d'olivier avec leurs fruits.

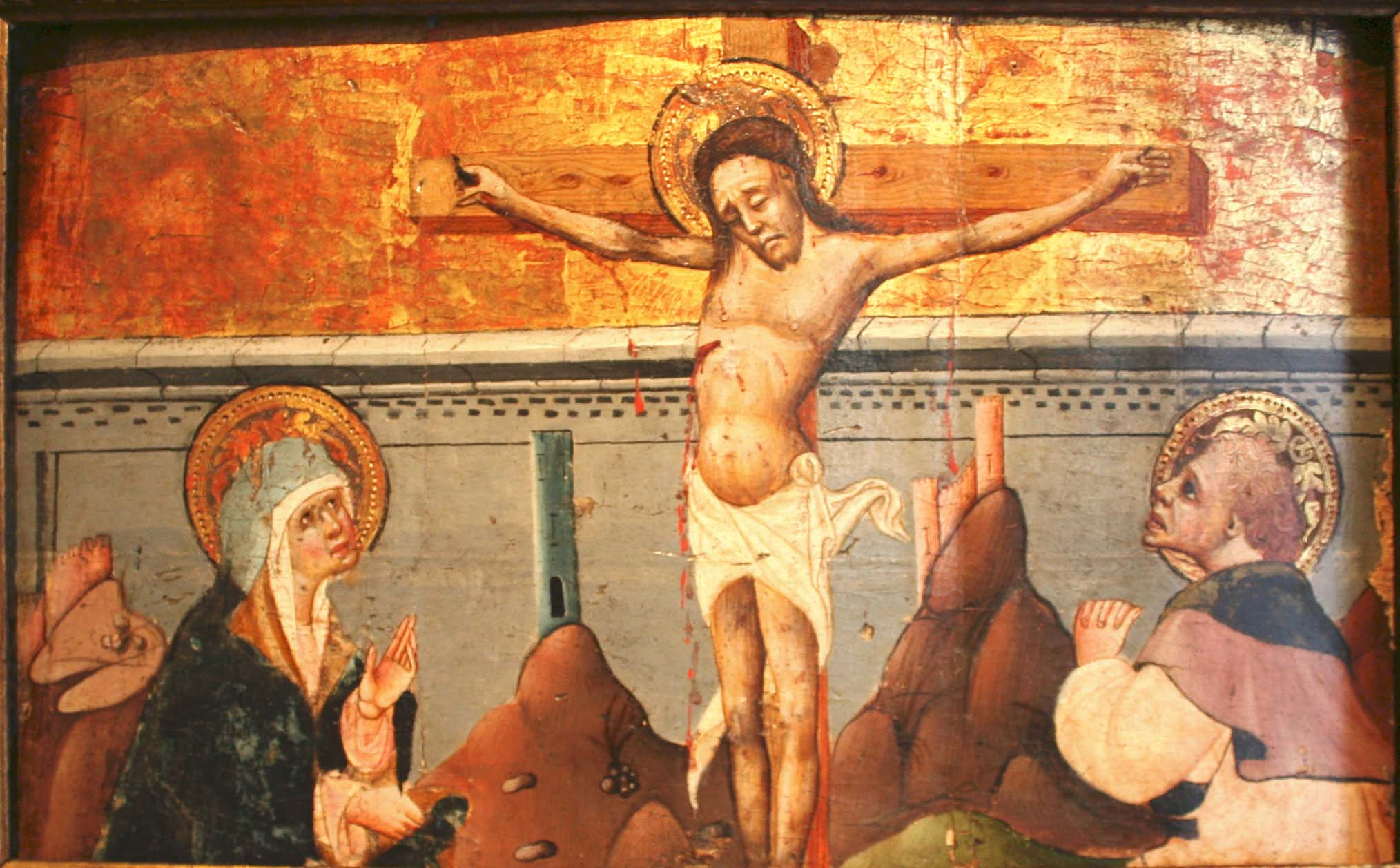
École espagnole.
Christ en croix avec Marie et Jean.

Dans une vitrine sont exposés des objets orientaux : casque turc du XVIe siècle avec un pourtour gravé de caractères arabes, bassin d'Iran en cuivre incrusté d'argent ciselé datant du XIVe siècle, un bassin à fond plat d'Égypte en cuivre ciselé datant du XIVe siècle et des objets d'Iran du XIXe siècle (poudrière, vase, pyxides, coupe, etc.).
Les murs sont décorés par de nombreux tableaux : Vierge en adoration attribuée à Alesso Baldovinetti, La Vierge, l'Enfant et un donateur attribuée à Joos van Cleve, Portrait de femme au béguin blanc par Bartholomaeus Bruyn le Vieux, une Vierge à l'Enfant dans un paysage par Jan van Scorel et un Portrait de femme attribué à Nicolas Neufchâtel. Une attention particulière peut être portée au tableau attribué à Pierre Vilatte représentant Saint Bernardin de Sienne et deux donateurs : en effet, les deux donateurs qui sont figurés sur cette prédelle d'un tableau seraient Isabelle Ire de Lorraine première épouse du roi René d'Anjou, comte de Provence et son fils Jean de Calabre.

### Antichambre
Dans cette salle se trouve une console (1700-1730) en bois doré de style Régence. Un cabinet italien portatif du XVIIe siècle en bois de poirier teinté et d'ébène incrusté de plaques d'ivoire est posé sur une table à plateau marqueté de la deuxième moitié du XVIIe siècle. Sur les murs sont accrochées deux tapisseries : la diseuse de bonne aventure de la manufacture de Bruxelles et le déjeuner sur l'herbe de la manufacture de Beauvais toutes deux du XVIIIe siècle.

### Cabinet des curiosités
Dans une grande vitrine sont exposés de nombreux objets : microscope du XVIIIe siècle avec son coffret, lanterne magique du XVIIIe siècle, boites et étuis divers. Sur un pan de mur est accroché un cartel de la première moitié du XVIIIe siècle signé N. Delaunay à Paris ; la marqueterie est en cuivre et écailles, sous le cadran un bronze doré représente le lever du jour avec le char du soleil.

### Chambre Louis XV

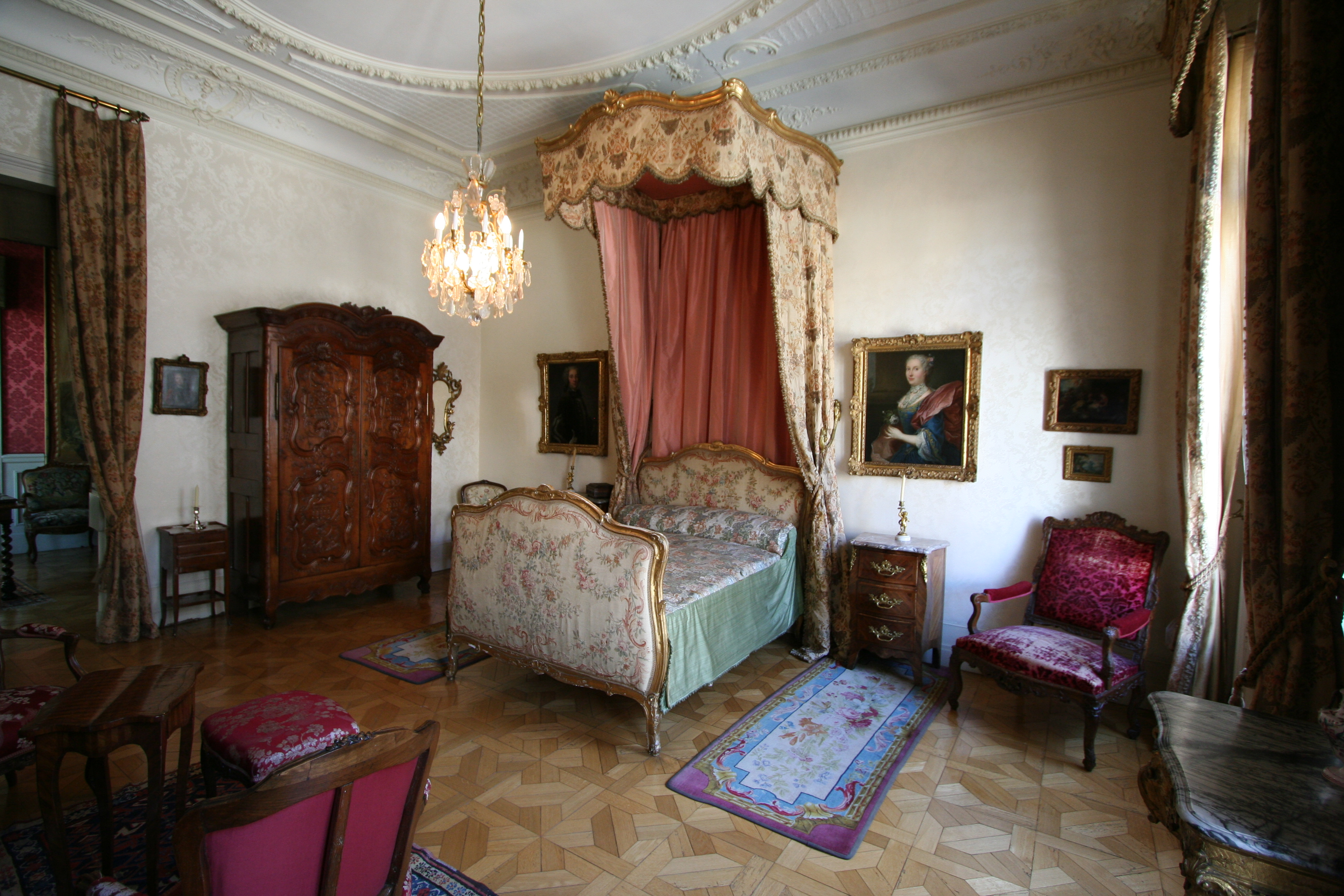
Chambre Louis XV.

Un lit à baldaquin dit d'ange est placé au centre de la pièce. Une table console du début du XVIIIe siècle en bois doré attribuée à Bernard Turreau est surmontée d'un miroir aux armes de la maison d'Autriche. Les autres meubles sont : une armoire du pays de Rennes du XVIIIe siècle, une demi-commode à trois tiroirs du XVIIIe siècle estampillée J.B. Detroulleau, une suite de quatre fauteuils et une commode secrétaire à dos d'âne.
Quelques tableaux complètent la décoration : Portrait d'homme en cuirasse attribué à Jean-Marc Nattier, un Portrait de femme à mi-corps de l'école de Fontainebleau et l'Adoration des bergers par Esteban Bartolomeo Murillo ; ce dernier tableau est une esquisse réalisée pour le cycle de la Vierge du couvent des Capucines à Gênes.
Deux tapisseries de la manufacture d'Aubusson ornent également cette pièce : « Le festin de Bacchus ou l'alliance de Bacchus et de l'Amour » et « L'éducation d'Apollon » toutes deux d'après un carton d'Antoine Coypel (1661-1722).

### Bureau
Dans cette salle est placé un bureau à cylindre du XVIIIe siècle dont la marqueterie est constituée de bois de violette, d'acajou et de sycomore. Dessus le bureau sont placés deux bronzes d'Antoine-Louis Barye représentant un lion. les tableaux sont : un portrait de femme dans un parc par Adèle Romany, le cygne et les canards d'une école hollandaise et des enluminures représentant la Résurrection, sainte Marguerite et le dragon et le Christ et saint Jean-Baptiste.

### Salon Louis XVI

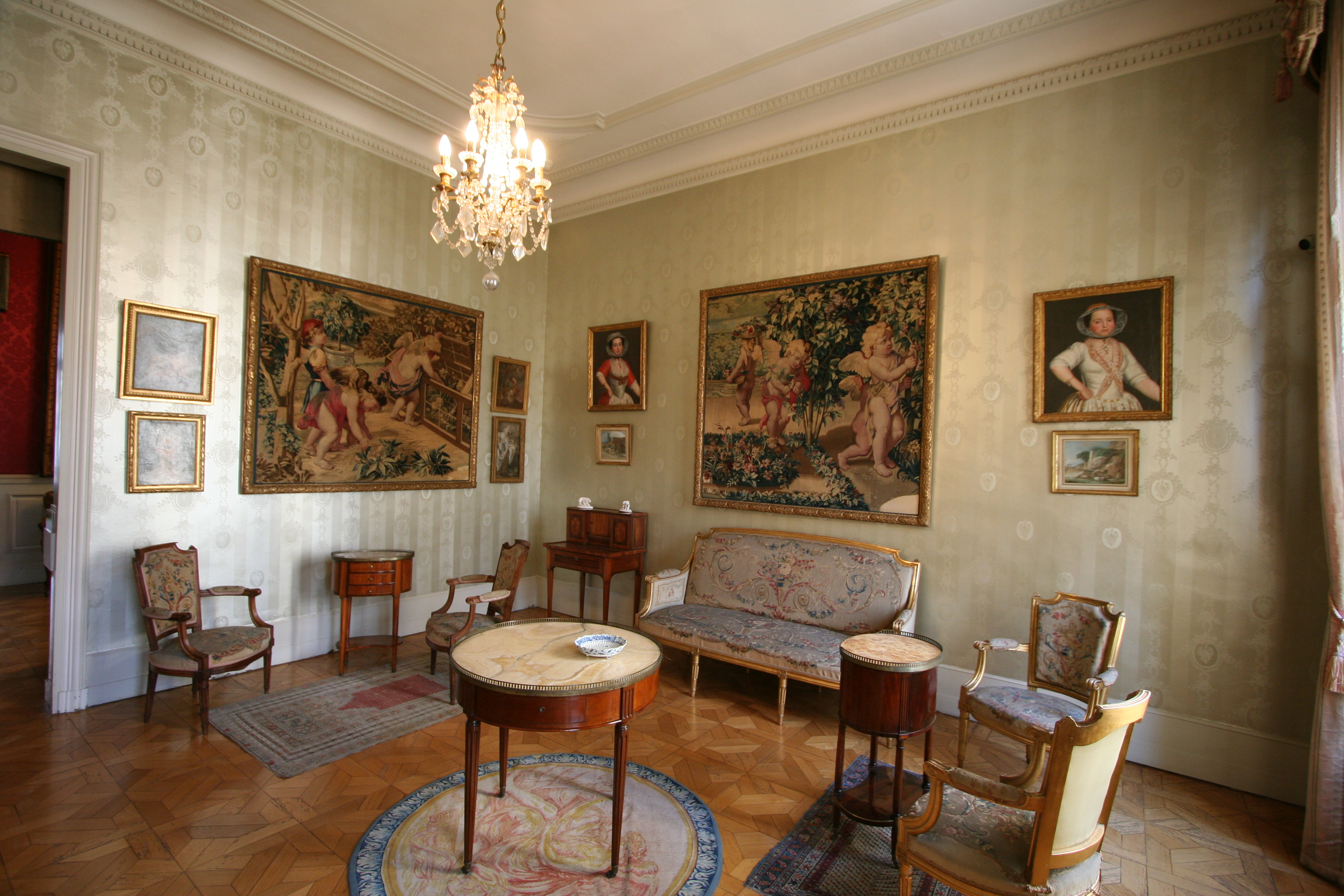
Salon Louis XVI.

Cette pièce est décorée de petits meubles : deux chiffonnières (1770-1790) en bois plaqué d'acajou ou de bois de rose, un bonheur-du-jour à volets, un secrétaire à abattant en bois marqueté de sycomore, acajou, palissandre et ébène, une commode et une table.
Sur les murs sont accrochées deux tapisseries en laine de la manufacture royale des Gobelins de la fin du XVIIe siècle ; elles ont été réalisées d'après les peintures de Charles Le Brun (1619-1690) qui ornaient le pavillon de l'Aurore dans le parc de Sceaux. Cette tenture comprenait six pièces correspondant aux quatre saisons : Printemps (deux pièces), Été (une pièce), Automne (deux pièces) et Hiver (une pièce). Des tableaux décorent également cette pièce, notamment des toiles du peintre arlésien, Antoine Raspal.

### Cabinet des faïences
Dans une vitrine sont exposées des assiettes et des plats en provenance de la fabrique Olerys à Moustiers ou de la fabrique de la veuve Perrin à Marseille. Il y a également des faïences de Rouen. Dans un vitrine particulière est exposée de la porcelaine d'Imari du Japon de la fin du XVIIIe siècle ; il s'agit d'un plat circulaire à décor floral de pivoines et d'assiettes diverses à décor également floral.

Tableaux du premier étage
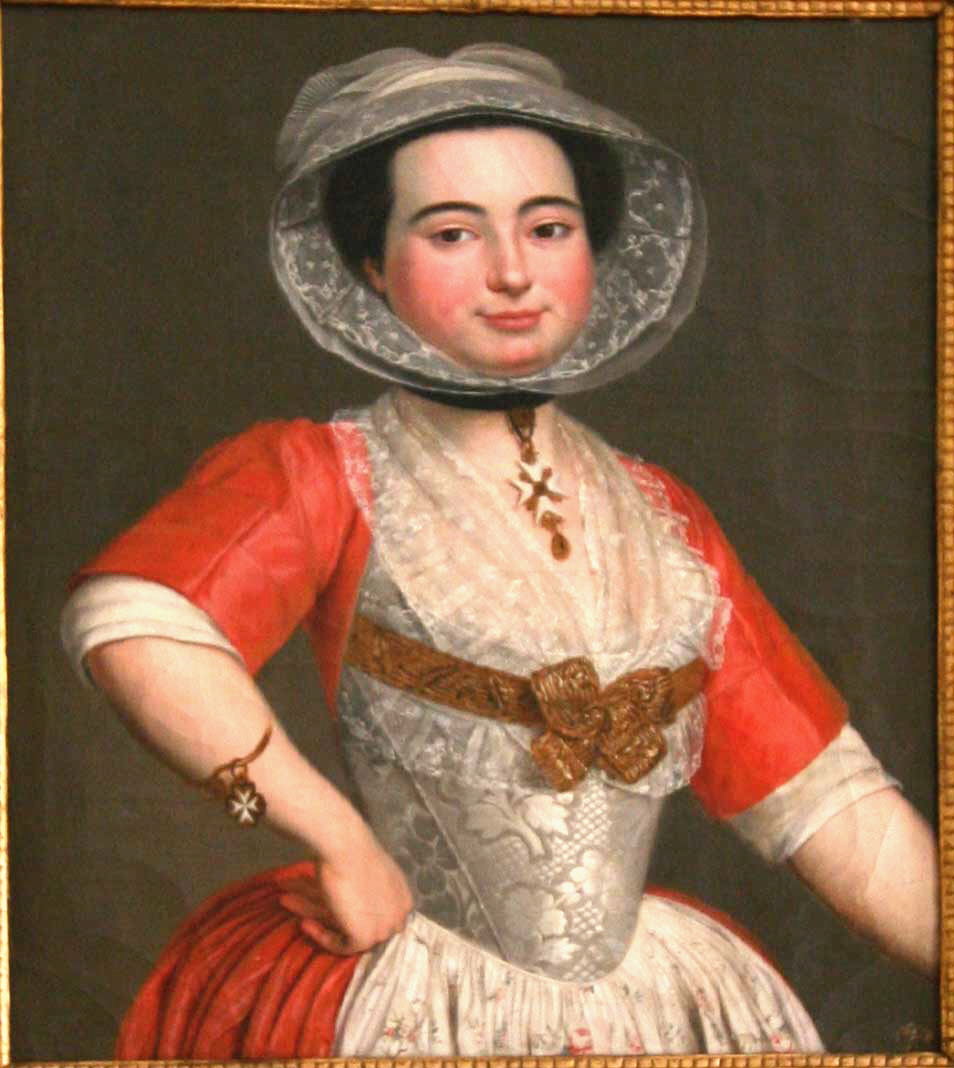
Arlésienne aux yeux bleus, Antoine Raspal.
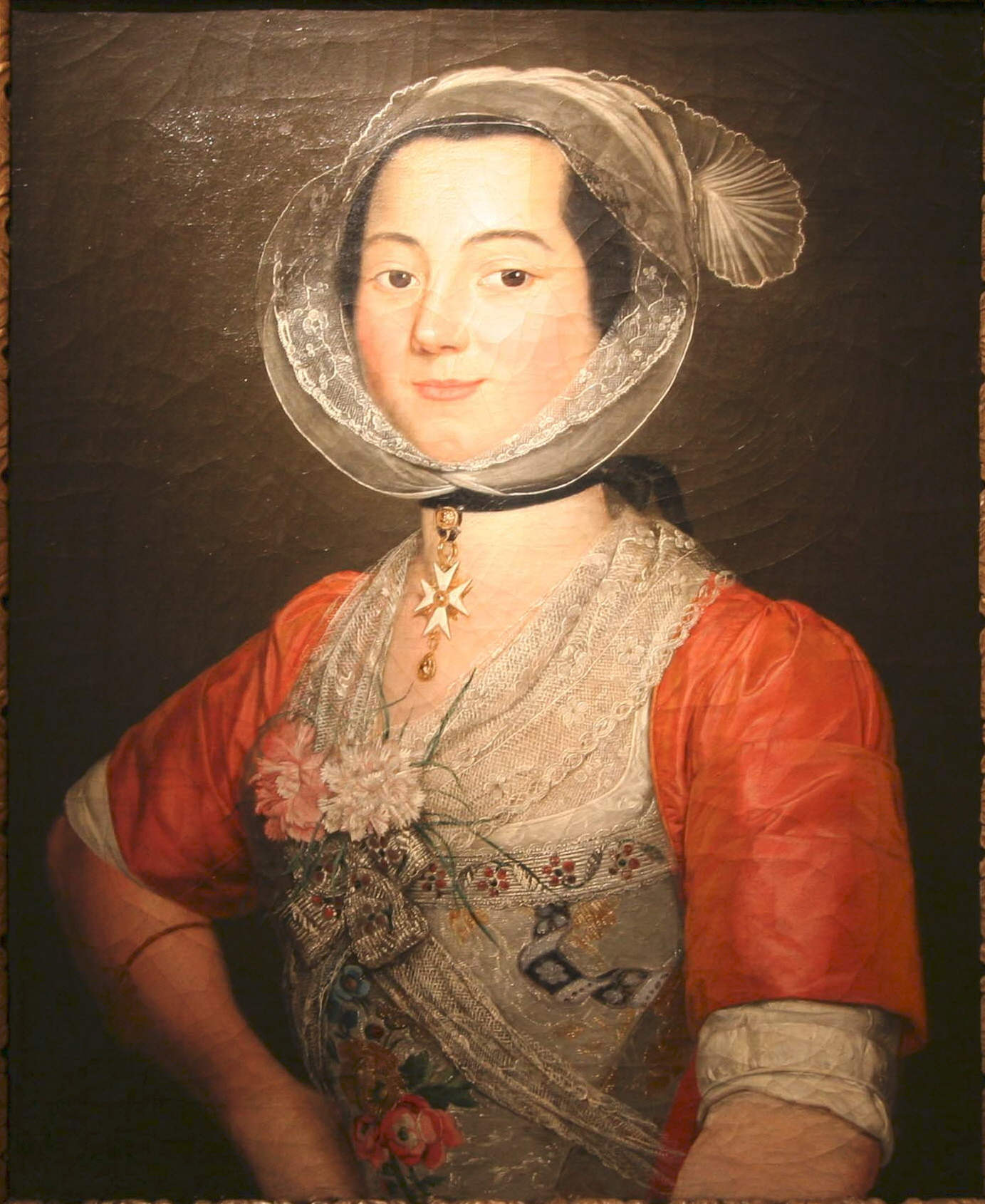
Arlésienne aux œillets, Antoine Raspal.
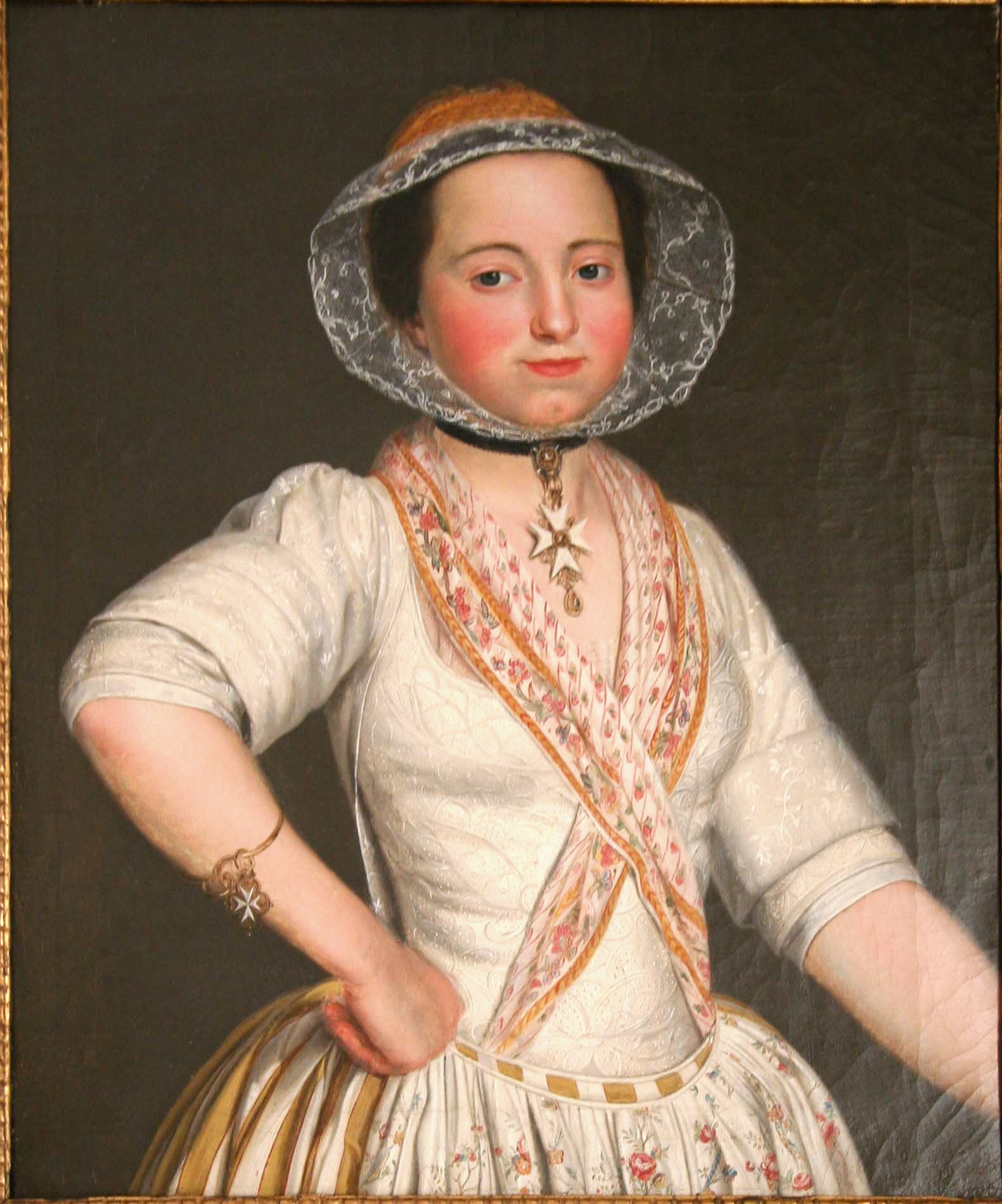
Arlésienne aux yeux marron, Antoine Raspal.

Tapisseries du premier étage
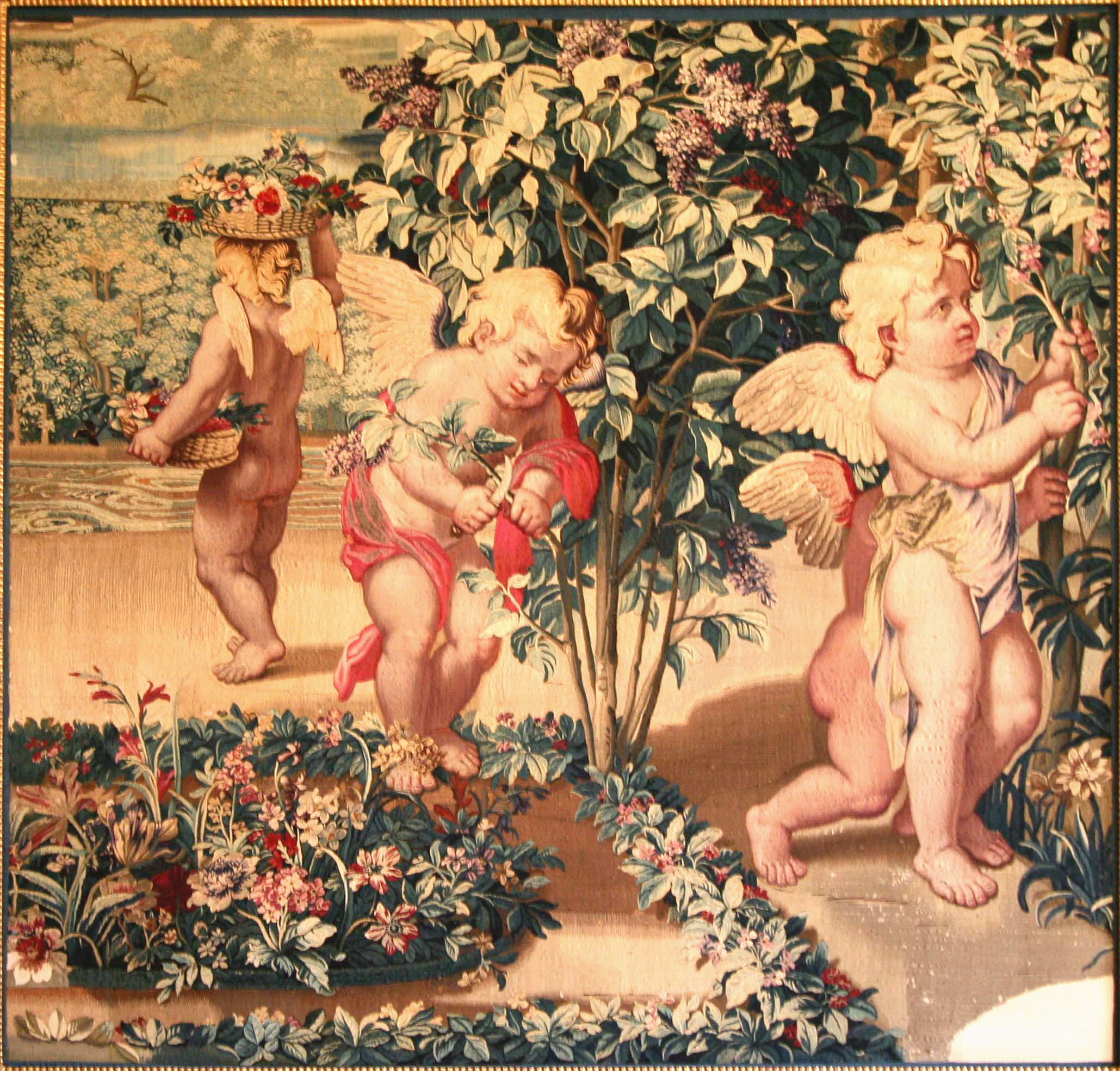
Tapisserie des Gobelins. Les enfants jardiniers. L'hiver.
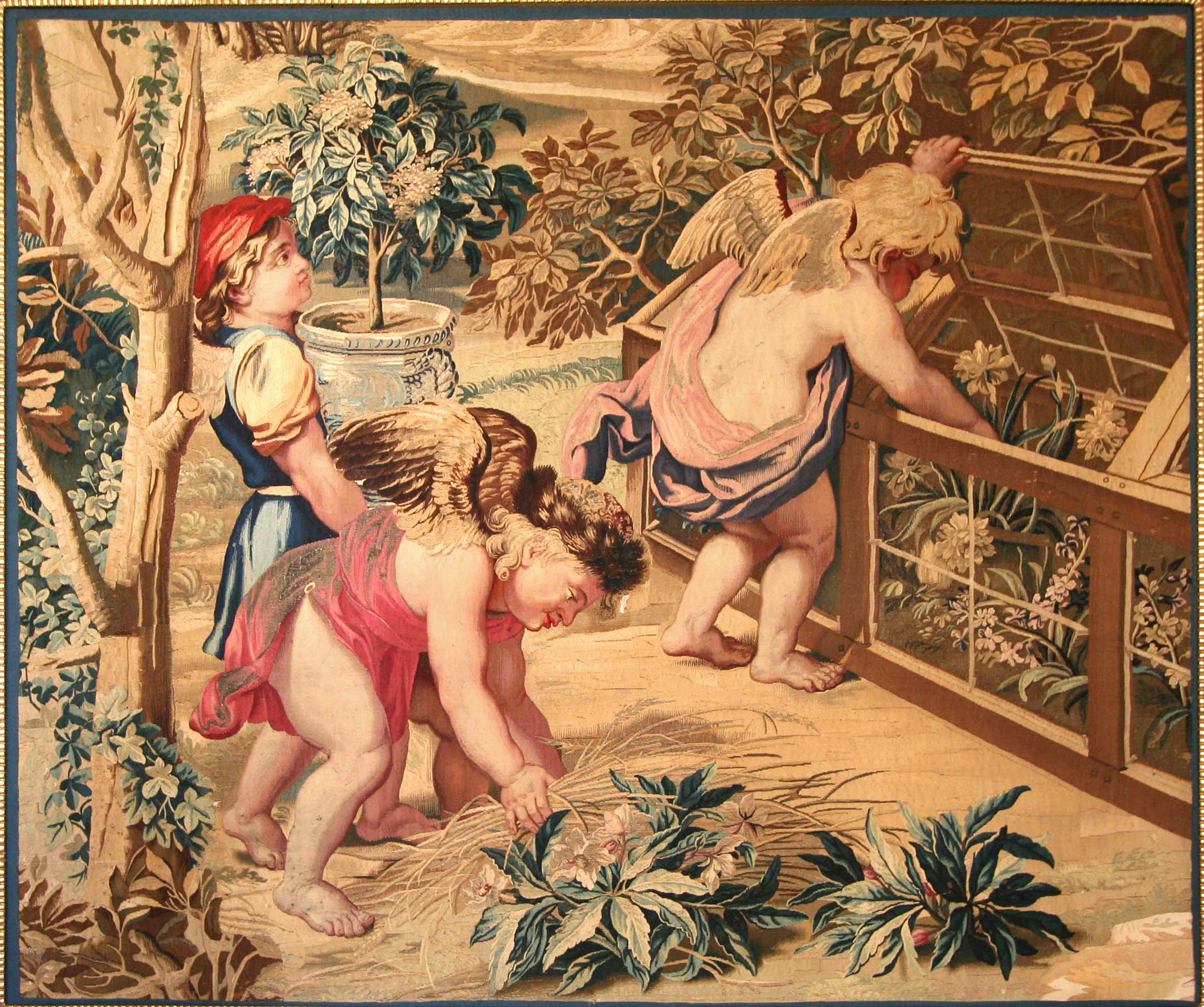
Tapisserie des Gobelins. Les enfants jardiniers. L'été.
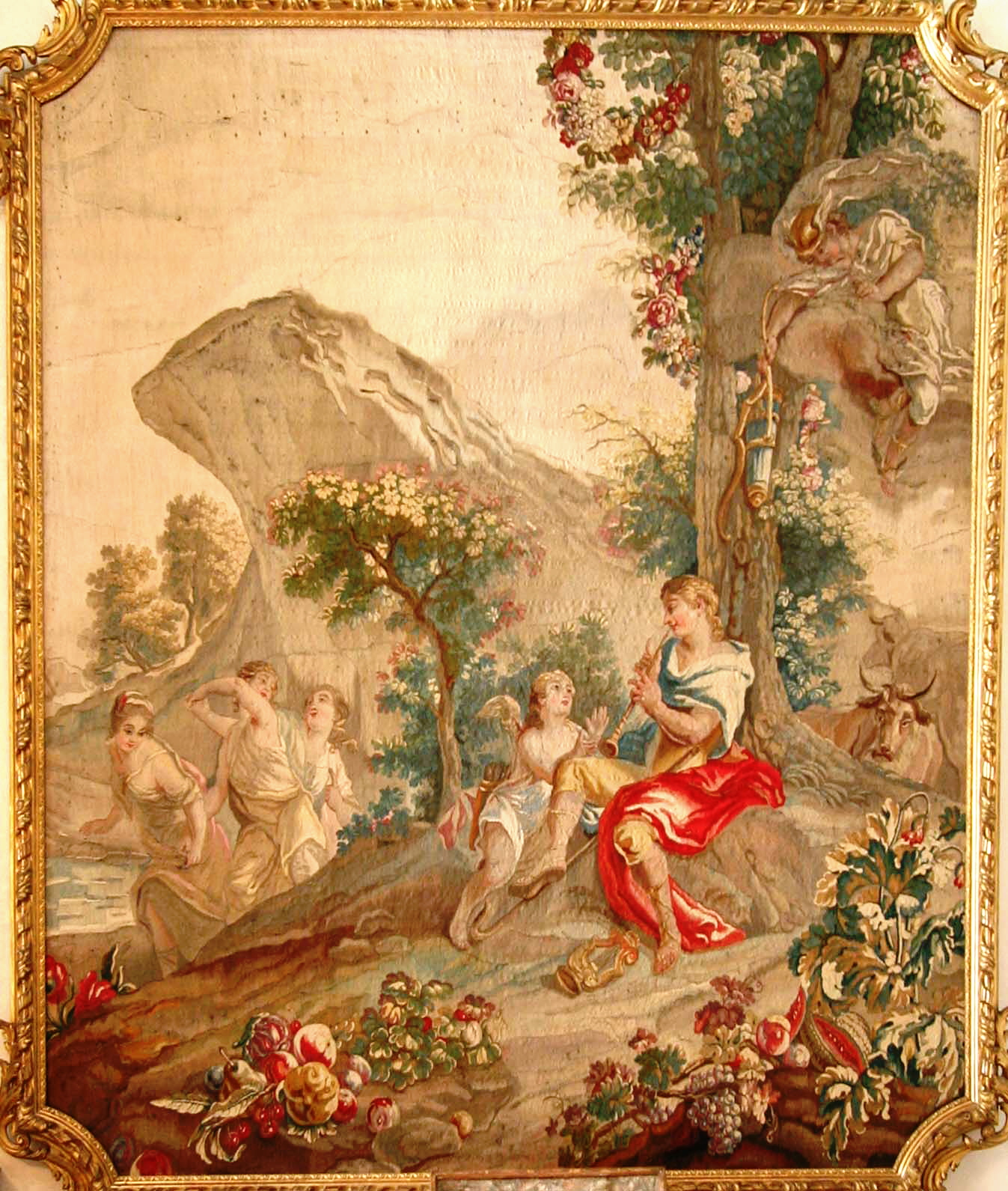
Tapisserie d'Aubusson. L'éducation d’Apollon.
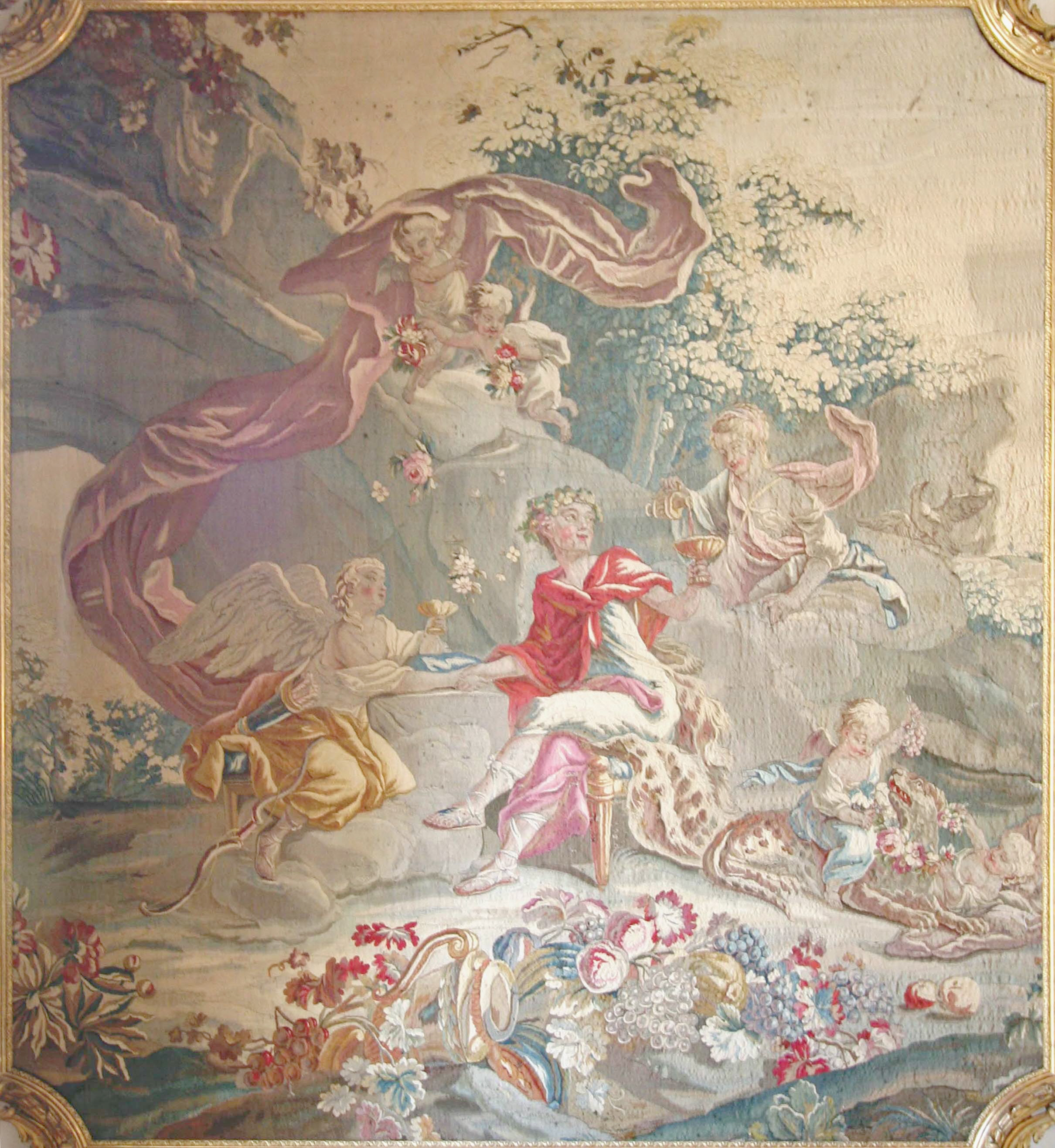
Tapisserie d'Aubusson. Le festin de Bacchus.

## Deuxième étage

### Salle de ferronnerie
Dans cette salle sont exposées diverses serrures : une serrure de coffre à moraillon de la fin du XVe siècle avec un décor de petits personnages et des figures de saints, une serrure de porte dite « à vertevelle » de la fin du XVe siècle, une serrure de porte à pêne avec sa clef du début du XVIe siècle. Quelques armes complètent l'exposition : morion italien, arbalète de femme, hallebarde toutes du XVIe siècle.

### Antichambre

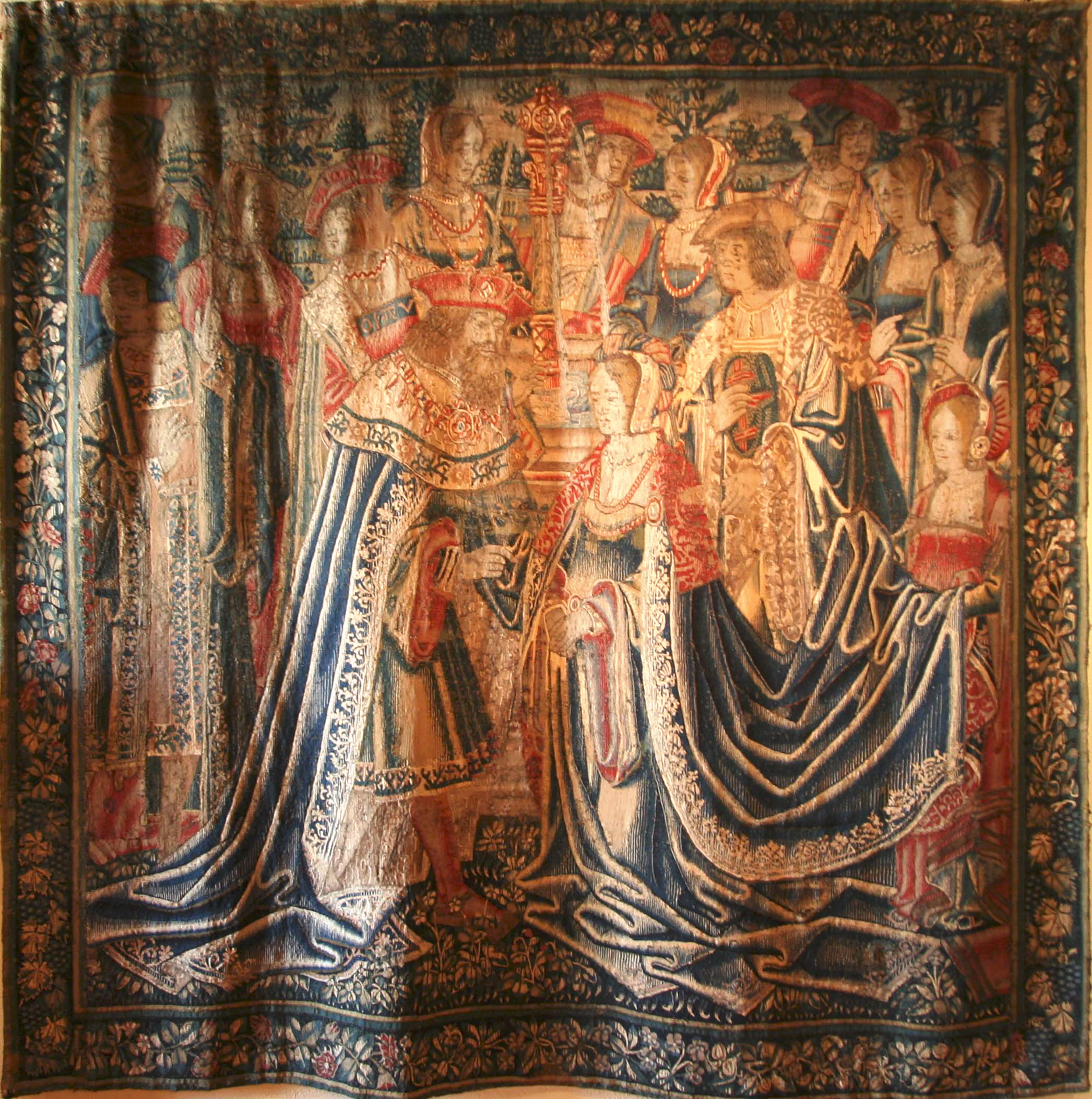
Salomon et la reine de Saba.
Tapisserie des Flandres.

Une tapisserie des Flandres de la fin du XVe siècle (H275x275cm) représente Salomon et la reine de Saba. Diverses statues complètent la décoration : une sainte Madeleine en pierre polychrome du XVe siècle qui proviendrait de l'église des Célestins d'Avignon et ferait partie d'un ensemble de statues dont deux sont exposées au musée Calvet, une vierge à l'enfant, etc.
Dans une vitrine sont exposées diverses faïences : chevrette à eau de rose du XVIe siècle, amphore de pharmacie avec inscription « aqua rosata », divers plats. Une partie de ces poteries concerne des céramiques ottomanes avec des décors de fleurs caractéristiques : tulipes, églantines, œillets et jacinthes.
Sur une table est placé un pot à pharmacie de la manufacture de Saint-Jean du désert à Marseille ; cette faïence à décor de grand feu date du début du XVIIIe siècle.

### Salle des sculptures
Dans cette salle sont exposées de nombreuses sculptures des XVe et XVIe siècles de diverses provenances : Allemagne, Autriche, Flandres, Bourgogne, etc.

Statues
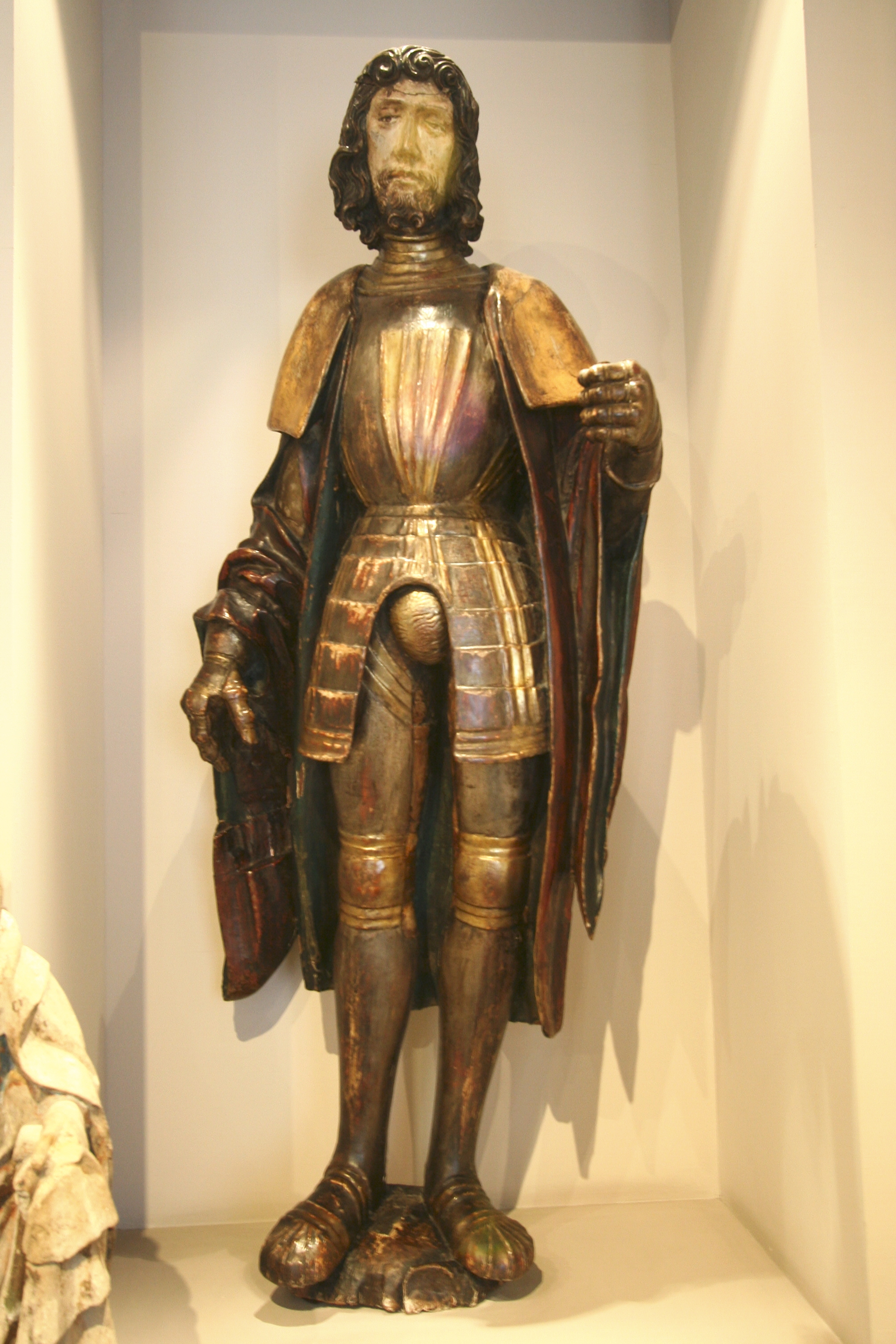
Chevalier en armure, bois polychrome. Allemagne, vers 1520.
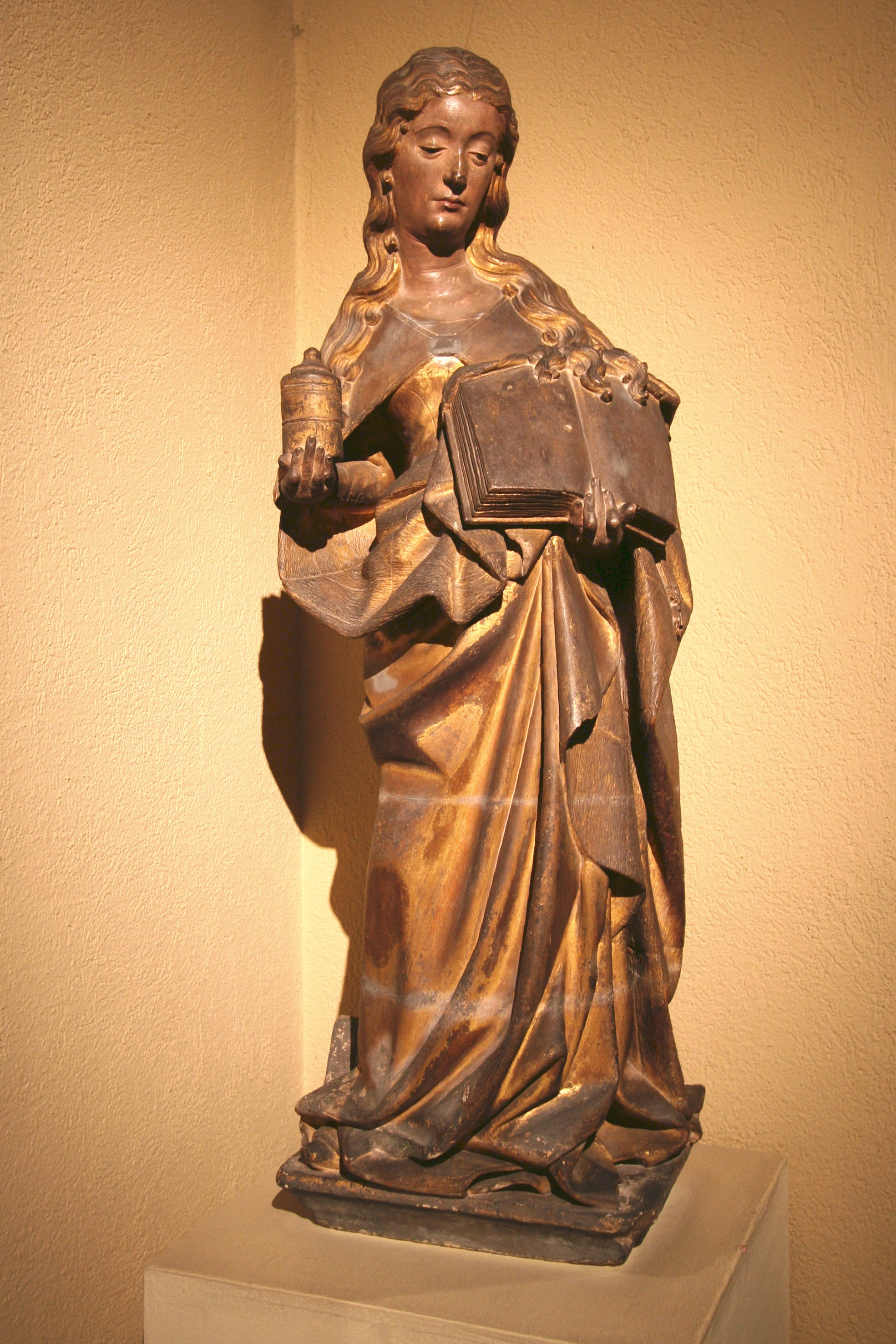
Sainte Madeleine. Pierre polychrome. Provence (XVe siècle).

### Salon de musique
Louis Grobet ayant été musicien, il est normal qu'un grand nombre d'instruments de musiques ait été collectionné. On peut remarquer une harpe du XVIIIe siècle, une vielle à roue datée de 1757 avec un pourtour décoré de nacre et d'ébène, une musette à bouche en cuivre, soie brochée et ivoire. Dans une vitrine de nombreux instruments sont également présentés.
Cette pièce est surtout remarquable par les nombreux tableaux qui la décore. Des peintres connus y sont présents.
- Adolphe Monticelli avec « les repas des moissonneurs », « la parade des saltimbanques », « le repas sur l'herbe », « causerie galante », « fête en Espagne », « Bouquet » et « Les amours musiciens ».
- Paul Guigou avec « Paysage », « Bord de rivière avec des lavandières », « Deux lavandières devant la Sainte-victoire », « Vue de Saignon », « Vue de Murs » et « Marine, voilier dans une baie ».
- Félix Ziem avec « Le bucentaure ».
- Eugène Delacroix avec « Étude de cheval » et deux tableaux qui lui sont attribués « Lion attaquant une femme et son enfant » et « Tête de femme orientale, femmes et enfants ».
- Charles-François Daubigny avec « Les graves à Villerville »
- Jean-Baptiste Olive avec « Une vague ».
- Alexandre-Gabriel Decamps avec « La lavandière ».
- Paul Huet avec « A l'orée d'un bois ».
- Antoine Vollon avec « Petit singe ».
- Constant Troyon avec « Paysage aux rochers ».
- Henri Regnault avec « Halte dans le désert ».
- Jean-Louis-Ernest Meissonier avec « Étude de cuirassier ».
- Richard Parkes Bonington avec « Barques sur la plage ».
- Narcisse Díaz de la Peña avec « Bouquet de fleurs » et « Rivière à la lisière d'un bois ».
- Alfred Casile avec « Le pont Saint-Bénezet à Avignon ».

Tableaux du salon de musique
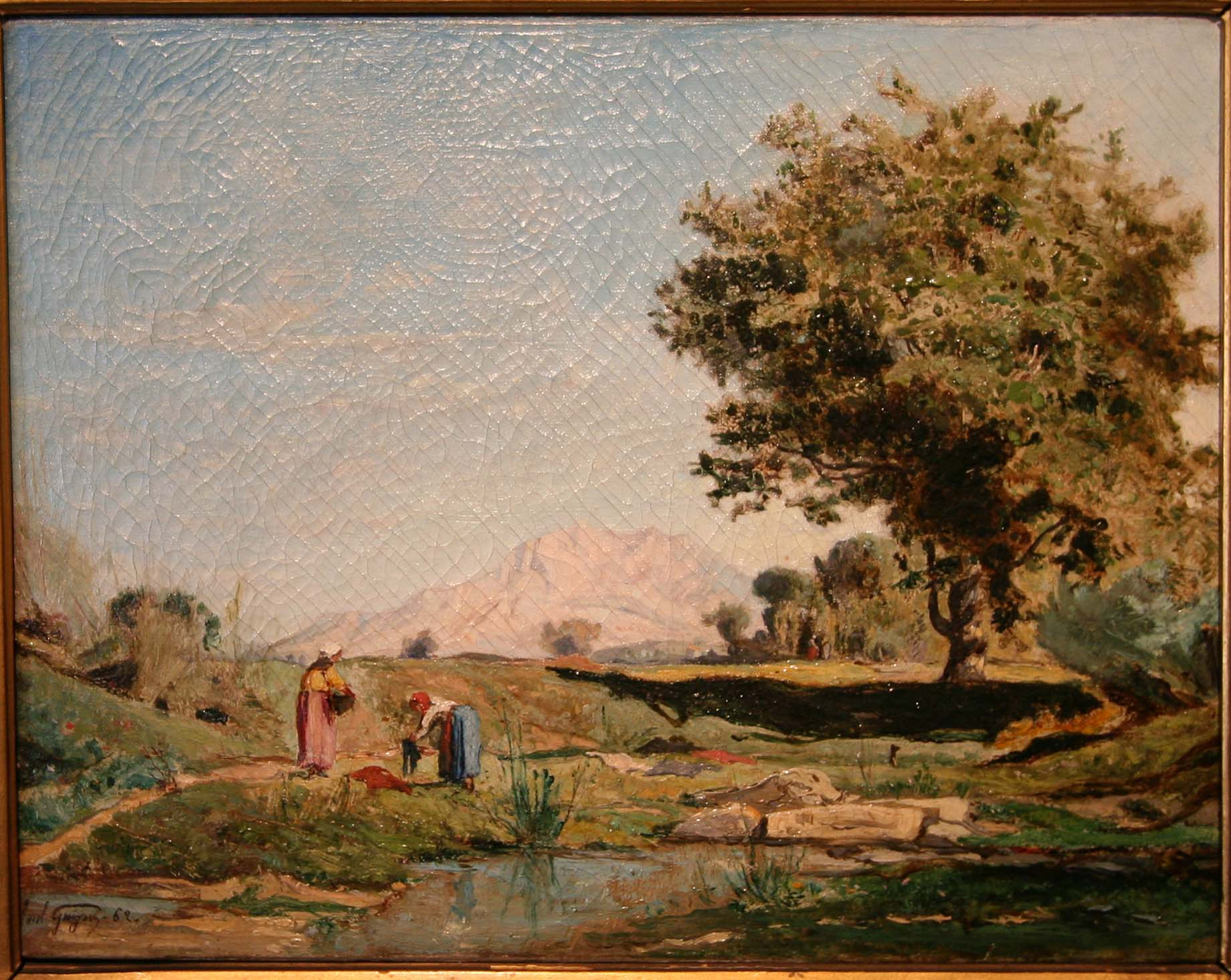
Paul-Camille Guigou, Deux lavandières devant la Sainte-Victoire.
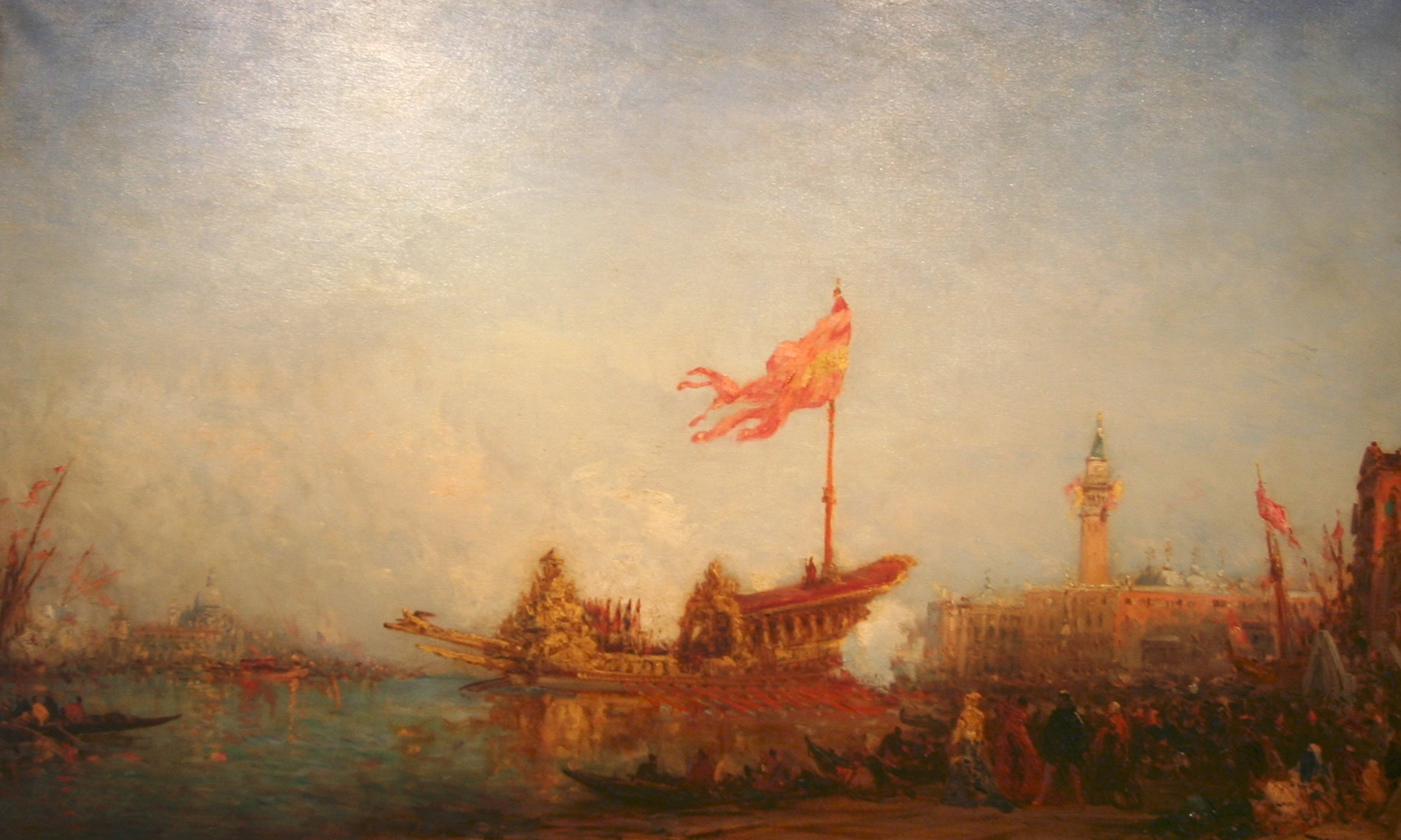
Félix-François Ziem Le Bucentaure.

## Fréquentation
| 2001   | 2002   | 2003   | 2004  | 2005  | 2006  | 2007  | 2008  | 2009  | 2010  | 2011   | 2012   | 2013   | 2014  | 2015  | 2016  |
| ------ | ------ | ------ | ----- | ----- | ----- | ----- | ----- | ----- | ----- | ------ | ------ | ------ | ----- | ----- | ----- |
| 10 733 | 12 987 | 10 407 | 9 812 | 9 905 | 7 709 | 8 780 | 7 830 | 8 143 | 8 024 | 10 388 | 10 472 | 16 683 | 2 943 | 7 434 | 1 917 |

## Fermeture du musée
En 2013, la municipalité fait fermer le musée. Elle prétexte un besoin de rénovation de l'établissement, alors qu'il fait face à un manque régulier de personnel.
Il réouvre en 2019 pour l'exposition "Sophie Calle : Cinq" de l'artiste Sophie Calle. En 2020, il ferme de nouveau durant la pandémie de COVID-19 et il ne réouvrira pas sauf de façon temporaire lors des journées du patrimoine ou de la nuit des musées. 